# Cheilanthes mac
Cheilanthes mac là một loài dương xỉ trong họ Pteridaceae. Loài này được Leanii Hk. mô tả khoa học đầu tiên năm 1852.
Danh pháp khoa học của loài này chưa được làm sáng tỏ. 